# Schmücke
De Schmücke is een heuvelachtige gebergte in het Thüringer Woud. Het bestaat uit de Stubenberg (198 m) en de Scharfer Berg (249 m). Samen met de Hohen Schrecke, Finne en Hainleite vormt het de grens van het noordelijke Thüringer Becken.
De Schmücke ligt in de gemeente Gehlberg, tussen Hauteroda, Oberheldrungen, Heldrungen, Gorsleben en Hemleben.
Onder het gebergte loopt de Schmücketunnel van de A71. De tunnel is 1729 meter lang en werd geopend in maart 2008.